# Atypoidea
Atypoidea é uma superfamília de aranhas migalimorfas que contém duas famílias.

## Taxonomia
A superfamília Atypoidea contém as seguintes famílias: 
- Atypidae
- Antrodiaetidae